# Francesco Nanni
Francesco Nanni, detto Checco (Saint-Cloud, 4 gennaio 1949), è un ex tiratore a segno sammarinese.

## Biografia
Nato a Saint-Cloud, nella Francia centro-settentrionale, nel 1949, a 31 anni ha partecipato ai Giochi olimpici di Mosca 1980, nella gara di fucile 50 metri 3 posizioni, chiudendo al 36º posto con 1093 punti.
Quattro anni dopo ha preso di nuovo parte alle Olimpiadi, quelle di Los Angeles 1984, stavolta nel fucile 50 metri seduti, arrivando quinto con il punteggio di 594, a soli 2 punti di distanza dalle medaglie di argento e bronzo, uno dei migliori risultati di sempre di un atleta sammarinese ai Giochi.